# Renault Type T
Pour les articles homonymes, voir Renault (homonymie).
 (mars 2016).
Si vous disposez d'ouvrages ou d'articles de référence ou si vous connaissez des sites web de qualité traitant du thème abordé ici, merci de compléter l'article en donnant les références utiles à sa vérifiabilité et en les liant à la section « Notes et références ».
La Renault Type T est un modèle d'automobile du constructeur automobile Renault de 1904.

## Historique
Le Type T est  une version de  1904 du Type R.